# Кендъл Карсън
Кендъл Карсън (на английски: Kendall Karson) е артистичен псевдоним на Ашли Юдан (Ashley Youdan) – американска порнографска актриса, екзотична танцьорка, модел и диджей.

## Биография
Родена е на 28 март 1988 г. в град Сакраменто, щата Калифорния, САЩ. Тя е от смесен етнически произход – френски, германски, холандски, уелски и индиански.
Завършва колеж със специалност асистент-стоматолог. Притежава и национален сертификат по фармацевтична техника. Работи като мениджър в енергийна компания.
Дебютира като актриса в порнографската индустрия през 2011 г., когато е на 23-годишна възраст. Кариерата ѝ в порнографската индустрия приключва през 2016 г., след което се изявява като модел.
Участва в благотворителна кампания за семействата на загиналите полицаи в Южна Флорида. Изявява се като активист в борбата с домашното насилие и подпомагане на жени, пострадали от него. Карсън е говорител на благотворителната организация „Национална коалиция срещу домашното насилие“ и твърди, че самата тя е била жертва на такова насилие.
През 2016 г. Карсън завежда иск за 12 млн. долара заради психически и сексуален тормоз срещу бившия си приятел – германския цигулар виртуоз Дейдвид Гарет. Тя твърди, че Гарет я е карал да му пие урината. През януари 2017 г. двамата са постигнали извънсъдебно споразумение за обезщетение, като размерът му не е разкрит.

## Награди и номинации
Носителка на награди
- 2014: XBIZ награда за най-добра сцена в пародия – „Мъже от стомана ХХХ“ (с Риан Драйлър).[10]

Номинации за индивидуални награди
- 2013: Номинация за AVN награда за най-добра нова звезда.[11]